# Collegio di Brent East
Brent East è un collegio elettorale inglese situato nella Grande Londra, e rappresentato alla Camera dei Comuni del Parlamento del Regno Unito. Elegge un membro del Parlamento con il sistema first-past-the-post, ossia maggioritario a turno unico. Dopo essere già stato in vigore dal 1974 al 2010, è stato ri-creato con la revisione dei collegi elettorali del 2024; l'attuale parlamentare è Dawn Butler del Partito Laburista, che rappresenta il collegio dal 2024.

## Estensione
- 1974-1983: i ward del borgo londinese di Brent di Brentwater, Brondesbury Park, Carlton, Church End, Cricklewood, Gladstone, Kilburn, Mapesbury, Queen's Park e Willesden Green;
- 1983-2010: i ward del borgo londinese di Brent di Brentwater, Brondesbury Park, Carlton, Chamberlayne, Church End, Cricklewood, Gladstone, Kilburn, Mapesbury, Queen's Park e Willesden Green;
- dal 2024: i ward del borgo londinese di Brent di Brondesbury Park; Cricklewood & Mapesbury; Dollis Hill; Kingsbury; Roundwood; Stonebridge; Welsh Harp e Willesden Green.[1]

## Membri del Parlamento
| Elezione | Elezione        | Deputato          | Partito           |
| -------- | --------------- | ----------------- | ----------------- |
|          | Feb 1974        | Reg Freeson       | Laburista         |
| 1987     | Ken Livingstone |                   | Laburista         |
|          | Ken Livingstone | 2000              | Indipendente      |
|          | 2001            | Paul Daisley      | Laburista         |
|          | 2003 (S)        | Sarah Teather     | Lib Dem           |
|          | 2010            | Collegio abolito  | Collegio abolito  |
|          | 2024            | Collegio ricreato | Collegio ricreato |
|          | 2024            | Dawn Butler       | Laburista         |

## Elezioni

### Elezioni negli anni 2020
| Partito                    | Partito                                      | Candidato                  | Risultati 4 luglio 2024 | Risultati 4 luglio 2024 |
| Partito                    | Partito                                      | Candidato                  | Voti                    | %                       |
| -------------------------- | -------------------------------------------- | -------------------------- | ----------------------- | ----------------------- |
|                            | Laburista                                    | Dawn Butler                | 19 370                  | 51,24                   |
|                            | Conservatore                                 | Jamila Robertson           | 6 323                   | 16,73                   |
|                            | Verdi                                        | Nida Alfulaij              | 3 729                   | 9,86                    |
|                            | Lib Dem                                      | Jonny Singh                | 2 635                   | 6,97                    |
|                            | Reform UK                                    | Zbigniew Kowalczyk         | 2 024                   | 5,35                    |
|                            | Indipendente                                 | Aadil Shaikh               | 1 846                   | 4,88                    |
|                            | Workers                                      | James Mutimer              | 1 052                   | 2,78                    |
|                            | Indipendente                                 | Amin Moafi                 | 654                     | 1,73                    |
|                            | Indipendente                                 | Jenner Folwell             | 169                     | 0,45                    |
|                            |                                              |                            |                         |                         |
| Iscritti                   | Iscritti                                     | Iscritti                   | 77 257                  | 100,00                  |
| ↳ Votanti (% su iscritti)  | ↳ Votanti (% su iscritti)                    | ↳ Votanti (% su iscritti)  | 37 802                  | 48,93                   |
| ↳ Astenuti (% su iscritti) | ↳ Astenuti (% su iscritti)                   | ↳ Astenuti (% su iscritti) | 39 455                  | 51,07                   |
|                            |                                              |                            |                         |                         |
|                            | Esito: collegio a Laburista (nuovo collegio) |                            |                         |                         |